# کتابخانه‌های اپوس
کتابخانه‌های اپوس (فنلاندی: Eepos-kirjastot) یک شبکه منطقه‌ای یا گروه کتابخانه‌ای هستند که توسط شهرداری‌های اوستروبوتنیای جنوبی و کتابخانه‌های کاسکینن، پرهو، وتلی و لایحیا تشکیل شده‌اند. کتابخانه‌های ایپوس شامل ۲۲ شهرداری هستند. وب‌سایت مشترک و کتابخانه آنلاین از فوریه ۲۰۱۷ به مشتریان خدمات ارائه می‌دهند. این همکاری، قوانین مشترک استفاده، کارت‌های کتابخانه، خدمات آنلاین، خدمات کتاب الکترونیکی، حمل و نقل مواد و پایگاه‌های داده مشتری و مواد را برای کل منطقه امکان‌پذیر می‌کند.